# 张光明
張光明（1913年2月25日—2016年3月14日），生於河北昌黎:228，中華民國空軍少將，曾參與八一四空戰。

## 生平
原名張世明，在軍中改名張光明，1913年出生時，張光明老家在東北已有經營三百多年的產業，為當地首富，張光明是家中七個孩子唯一的男孩。:228
1933年，因日本威逼於北平，當時就讀北平師範大學的張光明，決定投筆從戎，考取中央航空學校5期，1936年分發至空軍第四大隊22中隊任飛行員:242，1937年八一四空戰時，打下第一架敵機:230。张光明在1938年3-4月之间，和第四大队以及第三大队，曾多次对当时的台儿庄中日大会战进行长距离突袭，支援地面部队作战。1942年調到新疆伊犁的訓練總隊:243。
遷臺後，歷任空軍作戰司令部政治部主任、聯隊長等職，1969年退役，1975移民美國:243。
2016年3月14日因肺炎病逝於美國洛杉磯，享年103歲。家屬與當地僑界於同年4月2日為其在阿罕布拉市世界中華殯儀館舉辦告別式，並遵其遺囑將骨灰歸葬臺灣，安葬於汐止五指山國軍示範公墓。